# De verboden berg
De verboden berg is het 57ste stripverhaal uit de reeks van De Rode Ridder. Het is geschreven en getekend door Karel Biddeloo. De eerste albumuitgave was in 1972.

## Het verhaal
Johan komt aan in een vruchtbare streek en merkt dat desondanks de akkers er verlaten bij liggen. Hij ontmoet een zwaanridder die hem vertelt wat er mis is in de streek. De streek wordt geterroriseerd door het zwarte vendel, die bevolen worden vanaf de mysterieuze verboden berg. De koning van het land is hier machteloos tegen. De zwaanridder komt hier een poging wagen om het kwaad van de berg uit te schakelen. Johan besluit hem te vergezellen, maar ziet de zwaanridder falen. Als Johan hierna aangevallen wordt door het zwarte vendel en gered wordt door de burchtbewoners van koning Romberius leert hij dat de ellende begon door een liefdesverhaal. Johan besluit het kwaad uit te schakelen en met behulp van de burchtbewoners en Merlijn weet hij het zwarte vendel én de berg met z'n monsterlijke bewakers te verslaan. De berg wordt bewoond door Qrandar, die door Johan gedood wordt. Hierna kan de rust terugkeren in de streek.